# Pandora (consola)
La Pandora es un sistema portátil de videojuegos, cuyo lanzamiento fue en mayo de 2010.

## Desarrollo
El equipo de desarrollo está conformado por Craig Rothwell (CraigIX), Michael Weston (MWeston) y Michael Mrozek (EvilDragon), todos ellos muy involucrados en las comunidades de la GP32 (Game Park) y la GP2X (Gamepark Holdings).
El desarrollo de la consola empezó cuando se juntó el equipo y planeó un sistema portátil que sobresaldrían en las áreas en que la GP32 y la GP2X fallaban. Usando las respuestas de la comunidad, el proceso de diseño de la consola quedó muy influido. Debido a esto, el diseño de Pandora está dirigido a los requisitos de sus futuros usuarios, a la vez que intenta mantener un precio asequible para un dispositivo de su clase.

## Visión general
La Pandora funciona con software de código abierto, incluyendo en el firmware una distribución completa de GNU/Linux. Como dispositivo, comparte los mismos objetivos que su predecesora espiritual, la GP2X.
La fecha exacta en la que se inició el desarrollo de la Pandora no es públicamente conocida. Había evidencias claras de actividad desde al menos marzo de 2007, con la presentación de fotografías de la primera placa de circuito impreso. Además, renders conceptuales y las especificaciones casi completas han sido presentadas en la página oficial.
Al igual que en la GP32 y en la GP2X, uno de los usos principales de la Pandora son la emulación de ordenadores y consolas antiguos/as, lo cual es posible mediante el uso eficiente de recursos que realiza el Texas Instruments OMAP 3530 SoC. La Pandora tiene la potencia para emular la Sony PlayStation, la 3DO y la mayoría, si no todas, las máquinas anteriores de 16 y 8 bits. El teclado y la pantalla táctil permiten interactuar con los emuladores de ordenadores. Se espera que el potencial del sistema permita emular, a velocidades utilizables, la Nintendo 64 y la Nintendo DS, aunque este extremo requerirá un uso muy eficiente del hardware y una considerable cantidad de tiempo de desarrollo.
Se incluyen bibliotecas estándar (OpenGL ES, SDL y similares), disponibles libremente, permitiendo a quien lo desee desarrollar para el sistema. Muchos desarrolladores de la comunidad GP2X han afirmado pública y abiertamente que programarán para el nuevo sistema.
Finalmente, la Pandora incluye un gestor de paquetes que aceptará paquetes Debian ARM.
Las primeras estimaciones de una fecha de salida apuntaban a diciembre de 2008, pero estas fueron enviadas a sus compradores en marzo de 2010. Este retraso se debía a una serie de inconvenientes que han tenido que hacer frente tales como un problema con el banco que gestionaba el dinero de las reservas, un rediseño de la batería y de la carcasa y retrasos a la hora de enviar algunas piezas entre distintos países (hemos de recordar que los desarrolladores viven en lugares muy distantes entre sí). Estos detalles han sido explicados tanto en hilos del foro como en el blog oficial de la mano de propios desarrolladores.